# Agrupación por la Cultura y la Democracia
La Agrupación por la Cultura y la Democracia (en ocasiones también llamado Reagrupamiento por la Cultura y la Democracia; en francés Rassemblement pour la culture et la démocratie (RCD), es un partido político argelino creado el 9 de febrero de 1989. Su presidente y fundador es Saïd Saadi. El RCD es un partido bereber, socioliberal y laico.
El RCD afirma representar a «todos los argelinos», aunque la mayor parte de su electorado se encuentra en la región de Cabilia, de la misma forma que su hermano mayor, el Frente de las Fuerzas Socialistas o los Aarchs.